# Forum Gas exportierender Länder
Das Forum Gas exportierender Länder (englisch: Gas Exporting Countries Forum; kurz: GECF) ist ein am 23. Dezember 2008 in Moskau geschlossenes Bündnis der weltweit führenden Produzenten von Erdgas, das zuvor seit 2001 unter demselben Namen als eine lose Formation ohne Satzung und ohne feste Mitgliederstruktur bestand.

## Geschichte
Die Gründung des Forums Gas exportierender Länder wurde erstmals auf Vorschlag des Iran 2001 bei einem Treffen in Teheran erörtert. Seitdem fand jährlich ein Ministertreffen gasexportierender Länder statt.
In der Folge gab es Spekulation darüber, ob die weltgrößten Erdgasförderer (darunter speziell Russland und Iran) vorhaben, ein Gas-Kartell zu gründen, das ein Äquivalent zur OPEC im Bereich des Erdgases darstellen würde. Die Idee einer OPEC im Erdgassektor wurde erstmals vom russischen Präsidenten Wladimir Putin geäußert. Im Juni 2008 fand in Moskau ein Expertentreffen statt, um eine offizielle Gründungsurkunde vorzubereiten, und im Oktober äußerte sich Irans Ölminister Gholamhossein Nosari nach einem Treffen mit Vertretern aus Russland und Katar konkret dazu: „Es gibt einen Bedarf für eine Gas-OPEC und wir sind uns einig, dass wir eine Gas-OPEC gründen werden.“
Am 23. Dezember 2008 trafen Vertreter der GECF-Mitgliedsländer in Moskau zu ihrem siebten Ministertreffen zusammen, wo man sich auf ein gemeinsames Statut und die katarische Hauptstadt Doha als Sitz der Organisation einigte.

## Ziele
Das Forum will die Interessen der Mitgliedsländer auf den Gasmärkten bündeln und die Mitgliedsländer wollen sich gegenseitig bei der Förderung unterstützen.
Im Rahmen des Forums soll es keine Preisabsprachen oder sonstigen Kartell-Maßnahmen geben. Es sollen auch keine Fördermengen vereinbart werden.

## Struktur
Das Forum hat seinen Sitz in Doha (Katar).

## Mitglieder
| Dem Forum gehören an: |  | Beobachterstatus: |
| --- |  | --- |
| - Ägypten - Äquatorialguinea - Algerien - Bolivien - Iran - Katar - Libyen - Nigeria - Russland - Trinidad und Tobago - Venezuela - Vereinigte Arabische Emirate |  | - Angola - Aserbaidschan - Irak - Kasachstan - Malaysia - Mauretanien - Mosambik - Niederlande - Norwegen - Oman - Peru - Senegal |

## Konferenzen
Seit dem Gründungsjahr finden jährlich Konferenzen der Mitgliedsländer statt:
- 2001: Teheran, Iran
- 2002: Algier, Algerien
- 2003: Doha, Katar
- 2004: Kairo, Ägypten
- 2005: Port of Spain, Trinidad und Tobago
- 2007: Doha, Katar
- 2008: Moskau, Russland
- 2009: Doha, Katar
- 2010: Oran, Algerien und Doha, Katar
- 2011: Kairo, Ägypten und Doha, Katar
- 2012 fand kein Treffen statt
- 2013: Teheran, Iran
- 2014: Doha, Katar
- 2015: Teheran, Iran
- 2016: Doha, Katar
- 2017: Moskau, Russland
- 2018: Port of Spain, Trinidad und Tobago
- 2019: Moskau, Russland